# Ellekappa
Ellekappa, pseudonimo di Laura Pellegrini (Roma, 12 novembre 1955), è una vignettista italiana.

## Biografia
Diplomata in un istituto professionale per stilisti di moda, viene assunta in un ufficio ministeriale romano. Nei primi anni settanta entra nel circolo anarchico Carlo Cafiero; si avvicina in seguito al PCI e inizia a lavorare come illustratrice per il settimanale della FGCI “Città futura”.
L'esperienza le permette di scoprire il proprio talento come autrice di satira politica e di costume; negli anni successivi pubblica vignette su Linus, Satyricon (inserto satirico di Repubblica, che pure le dà spazio), Tango, Cuore, il manifesto, Quotidiano donna, Noi Donne, l'Unità, Smemoranda e Corriere della Sera.
Con Gino e Michele ha inoltre collaborato come autrice di testi alla trasmissione televisiva Drive In e alla prima edizione di Striscia la notizia.
Schiva e riservata, raramente concede interviste o è ospite in trasmissioni.

## Le vignette di Ellekappa
Le vignette di Ellekappa sono solitamente in bianco e nero e non contengono elementi sullo sfondo, concentrando l'attenzione del lettore unicamente sui personaggi centrali. Nella maggior parte dei casi vi sono due donne, spesso con in mano un quotidiano, oppure davanti a un televisore. Il tratto della vignettista è inconfondibile: i tratti dei personaggi sono marcatamente pasciuti e curvilinei, con occhi sporgenti, nasi appuntiti e menti pronunciati.
Spesso i personaggi affrontano temi di attualità, dalla politica al costume nazionale, con l'intento umoristico di smascherare i luoghi comuni, le idee preconcette, i facili slogan, e più in generale le peggiori abitudini della società italiana. La satira di Ellekappa, apertamente di sinistra, non si accontenta di scagliarsi contro la retorica e le contraddizioni degli avversari politici, ma è particolarmente graffiante quando si misura con i difetti e l'autolesionismo della sinistra italiana. Nella maggior parte dei casi, uno dei due personaggi espone il nucleo del problema affrontato e l'altro risponde con la battuta. Meno frequentemente, un solo personaggio sintetizza problema e battuta.

## Opere
- Che tempo fa. Il 1992 visto da Ellekappa e Michele Serra, Roma, l'Unità, 1992.
- Che tempo fa 2. Il 1993 visto da Ellekappa e Michele Serra, Roma, l'Unità, 1993.
- Le nostre idee non moriranno quasi mai, Torino, Einaudi, 2002. ISBN 88-06-16318-3.
- Il segreto di Mago Bubù (con Antonio Iovane), Milano, Albe edizioni, 2019. ISBN 978-8894888195